# Coregonus pidschian
Coregonus pidschian је зракоперка из реда Salmoniformes.

## Угроженост
Ова врста је наведена као последња брига, јер има широко распрострањење и честа је врста.

## Распрострањење
Ареал врсте покрива средњи број држава. 
Врста је присутна у Канади, Финској, Сједињеним Америчким Државама, Русији и Норвешкој.

## Станиште
Станишта врсте су језера и језерски екосистеми, речни екосистеми и слатководна подручја.